# Diogo de Faro e Sousa
Diogo de Faro e Sousa, 7.º senhor de Vimeiro (Flandres, 1633 — Lisboa, 25 de setembro de 1698), foi filho de Sancho de Faro, o qual era bisneto de Martim Afonso de Sousa. Foi donatário da Capitania de Itanhaém de 1649 a 1653.

## Família
Filho de D. Sancho de Faro, 6º senhor de Vimieiro e de D. Isabel de Luna y Carcamo.
Casou-se com D. Francisca Maria de Meneses, filha de Gaspar de Faria Severim, comendador de Moura e de D. Mariana de Noronha. Entre os filhos que tiveram saliente-se D. Sancho de Faro e Sousa, 2º conde de Vimieiro, que casou com D. Teresa Josefa de Mendonça, filha de D. Luís Manuel de Távora, 4º conde da Atalaia.
Foi pai de D. Sancho de Faro e Sousa, Governador-geral do Brasil (1718-1719).

## Carreira
Foi alcaide-mor de Rio Maior e da Vila de Mora, comendador na Ordem de Avis e na de Cristo, foi coronel de um dos regimentos das ordenanças da corte, vedor da casa de D. Isabel Luísa Josefa e da rainha D. Maria Sofia.
D. Sancho de Faro foi capitão de Infantaria, mestre de campo do Terço de Castelo de Vide no Alentejo, governador e capitão general da praça de Mazagão, governador da praça de Almeida na Beira e General de Artilharia.